# Ferreira (porto)
Pour les articles homonymes, voir Ferreira.
 (juillet 2015).
Ferreira est une fabrique familiale de vin de Porto.

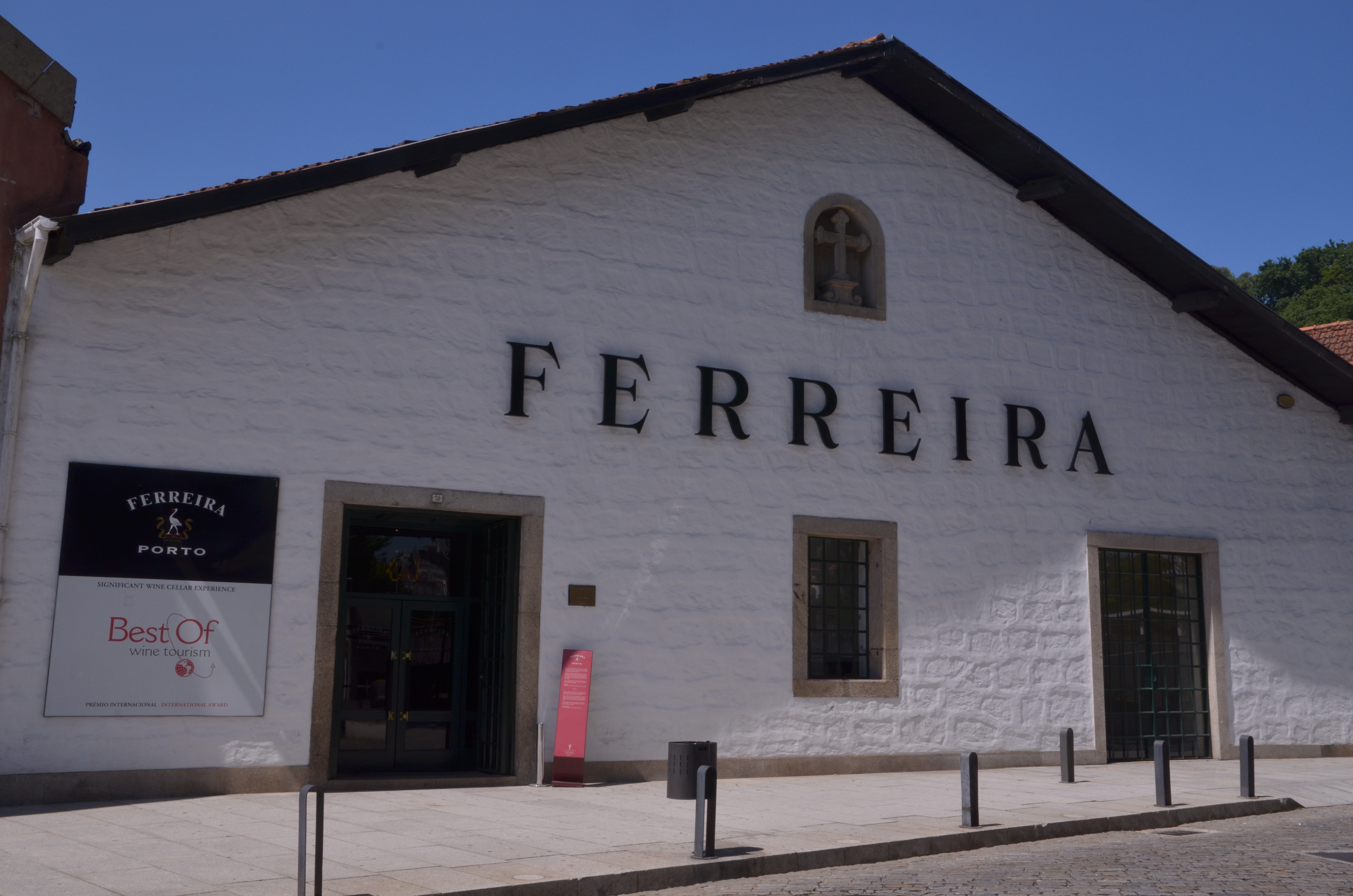
Façade de la cave Ferreira.

Elle est fondée en 1751. Madame Antónia Adelaide Ferreira, dotée d'une forte personnalité, a contribué significativement à la consolidation de la marque.
La société détient son siège à Vila Nova de Gaia.
Le plus vieux millésime de la cave Ferreira date de 1815.

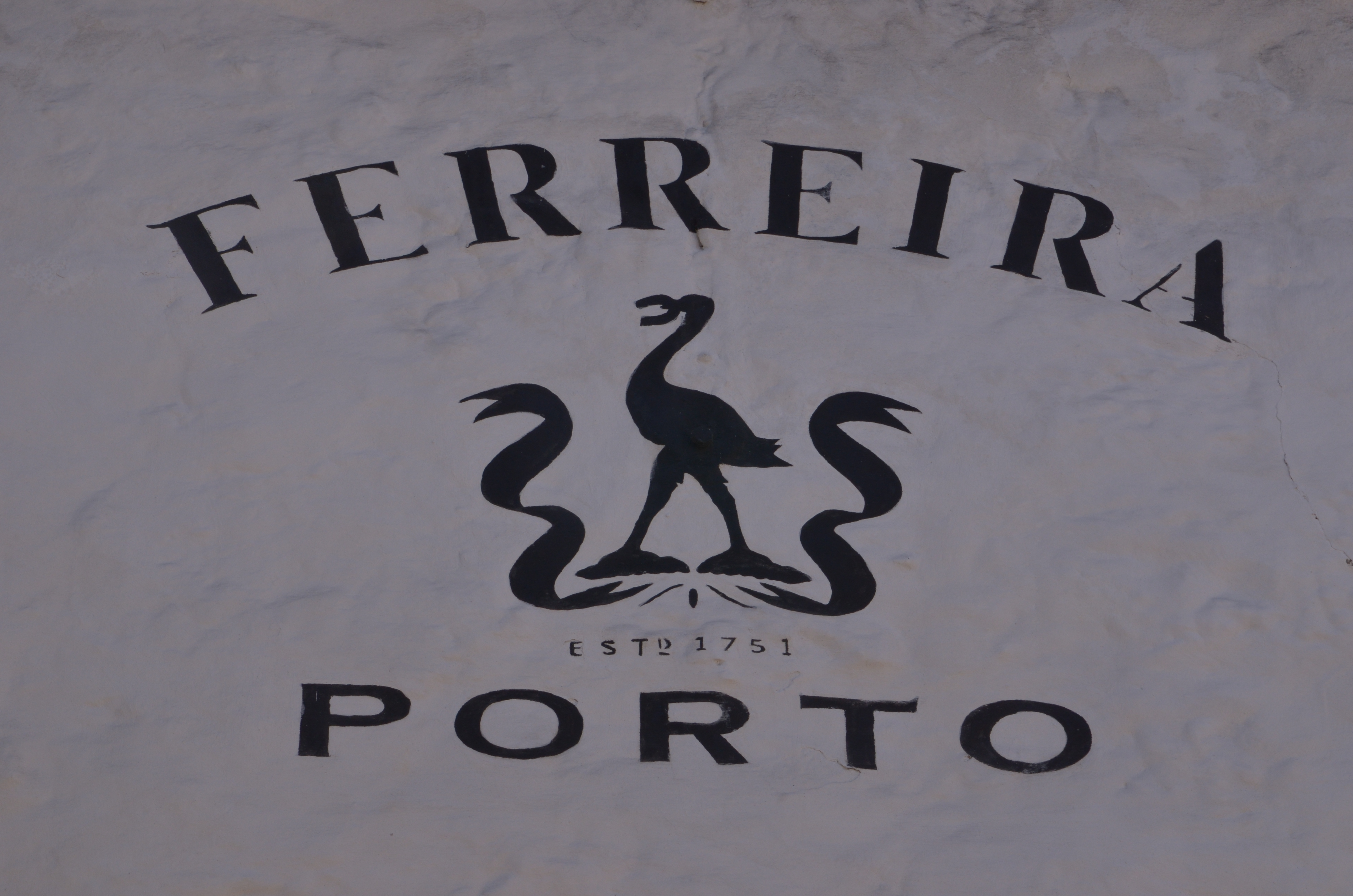
Emblème de la cave Ferreira.

L'emblème de l'entreprise est l'émeu pour signifier la volonté de la société de toujours se projeter dans le futur. L'animal tient un fer à cheval dans son bec pour symboliser la chance.

## Galerie

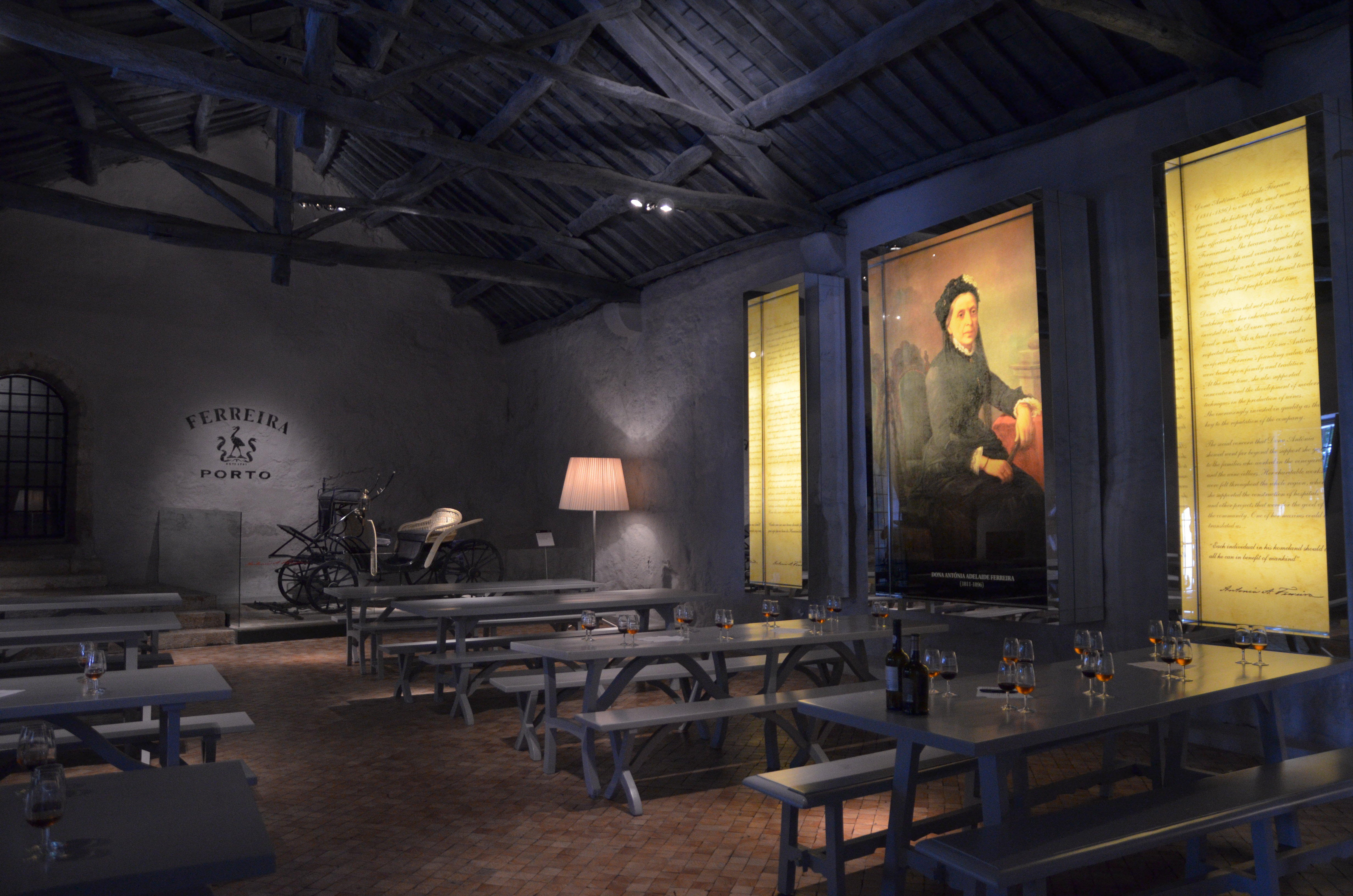
Portrait d'Antónia Adelaide Ferreira.
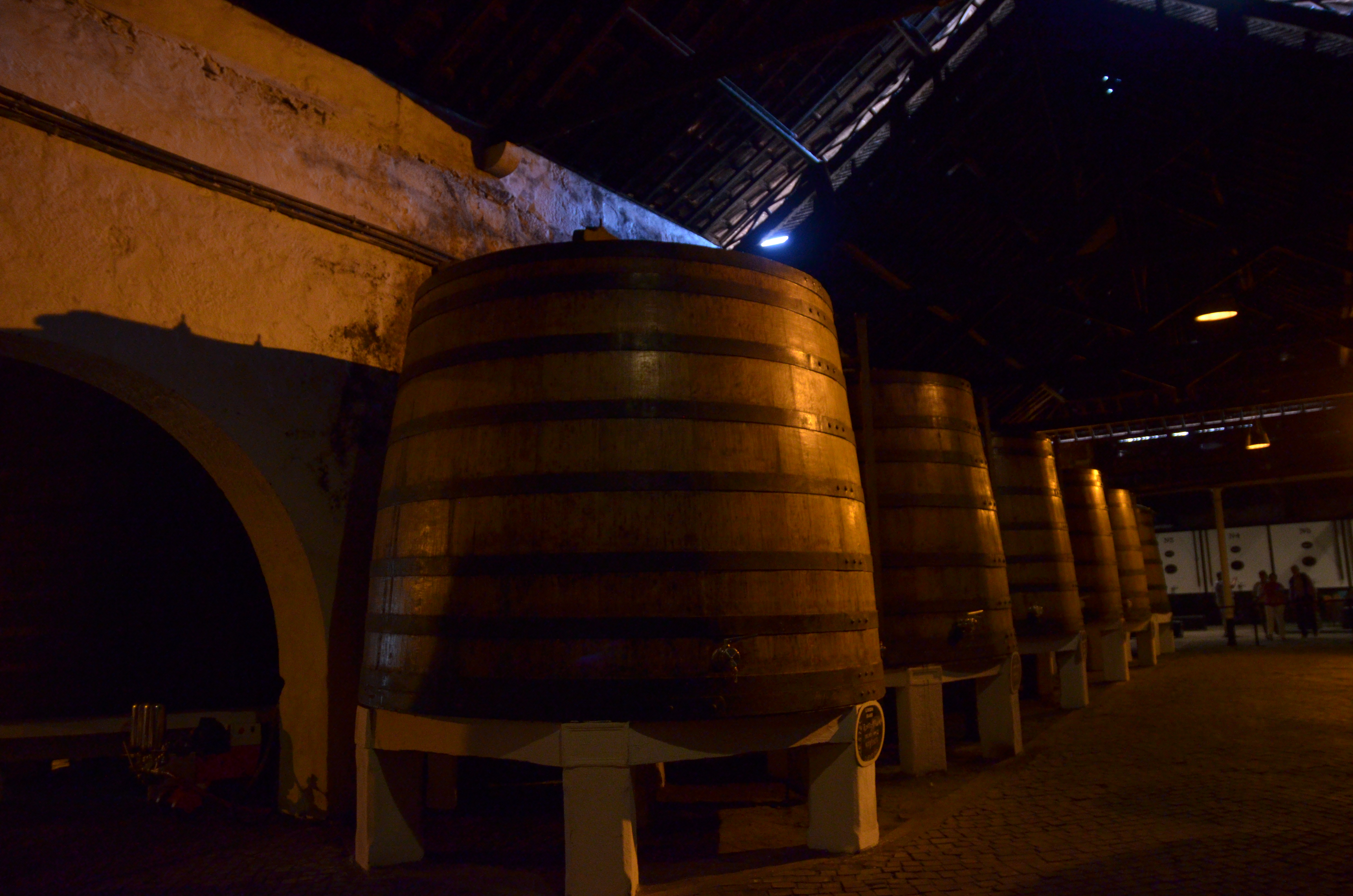
Foudres en bois de chêne de 72 875 litres.
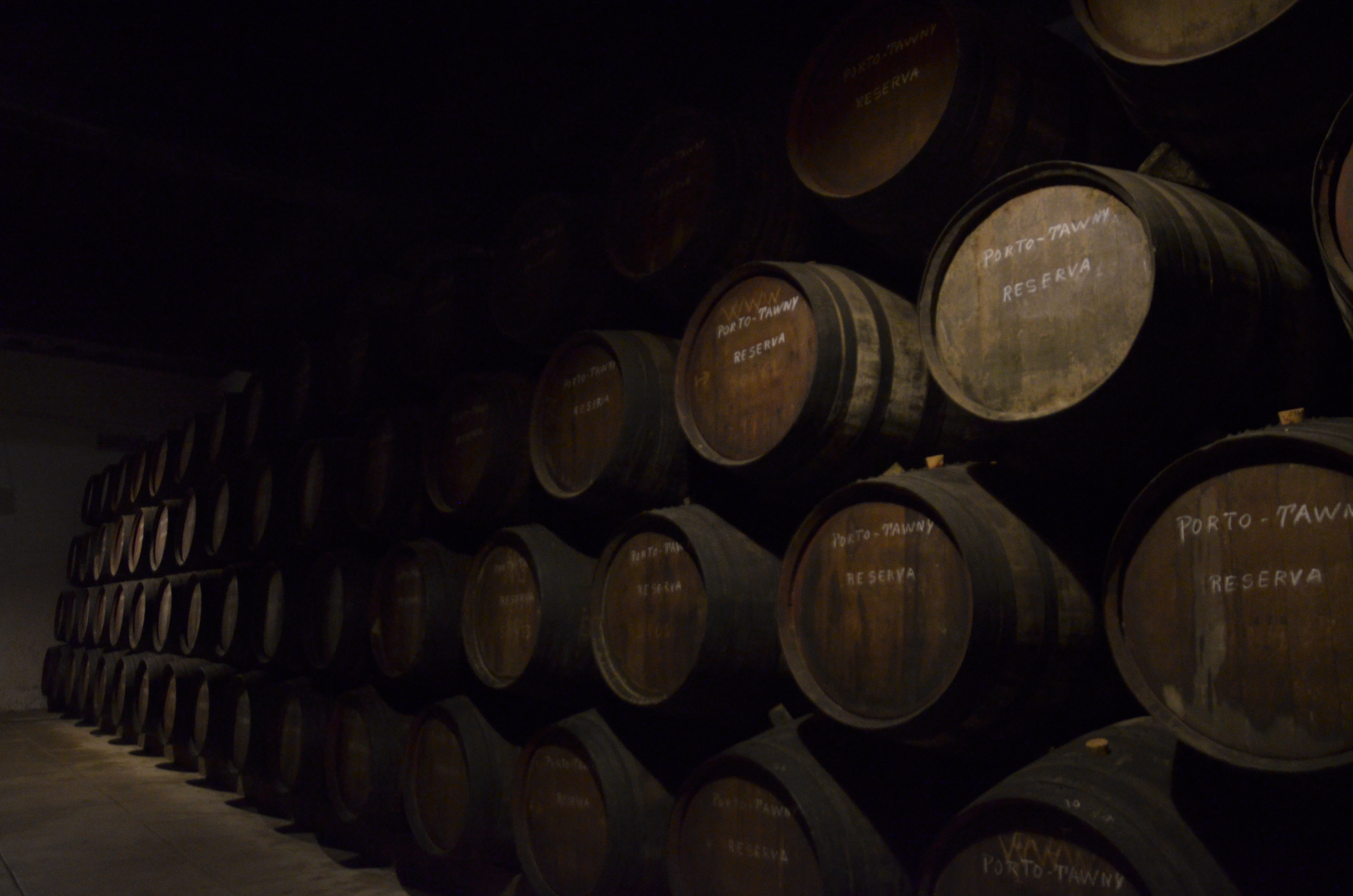
Tonneaux en bois de chêne de 530 litres.